# Побутова техніка
Побутова техніка — техніка, що використовується в побуті. Призначається для полегшення домашніх робіт, для створення затишку та зручностей у повсякденному житті людини. Класифікується за значущістю (потрібна, бажана, можна обійтися), за розміром (мала побутова техніка і велика побутова техніка), цільовим призначенням тощо.

## Види побутової техніки

### Вимірювальні прилади
- Ваги, безмін
- Годинник, таймер, будильник
- Термометри — медичні, кімнатні, зовнішнього повітря
- Барометр
- Погодна міні-станція
- Медичний манометр, тахометр
- Мультиметр
- Вольтметр
- Амперметр

### Обчислювальна техніка
- Калькулятор
- Смартфон
- Кишеньковий комп'ютер
- Планшетний комп'ютер
- Смартбук
- Ультрабук
- Нетбук
- Субноутбук
- Ноутбук
- Персональний комп'ютер
- Велокомп'ютер
- Карп'ютер — бортовий комп'ютер автомобіля.

### Кухонна техніка
- Для збереження продуктів
  - Холодильник
  - Морозильник
  - Винна шафа
- Для механічної обробки
  - Міксер
  - Блендер
  - М'ясорубка
  - Кухонний комбайн
  - Хліборізка

- Для термічної обробки
  - Кухонна плита
  - Газова плита
  - Електрична плита
  - Індукційна плита
  - Духова шафа (духовка) (газова або електрична)
  - Мікрохвильова піч
  - Хлібопіч
  - Мультиварка
  - Гриль
  - Вафельниця
  - Млинниця (електричний пристрій для випікання млинців)
  - Пристрій для виготовлення морозива (побутовий) (морозиворобка)
  - Пароварка
  - Скороварка
  - Рисоварка
  - Кашоварка
  - Ростер
  - Тостер
  - Фритюрниця
  - Яйцеварка
  - Аерогриль
  - Йогуртниця
  - Електрокип'ятильник
- Для приготування кави, чаю та напоїв:
  - Кавова машина
  - Кавомолка
  - Кавоварка
  - Електричний чайник
  - Термопот (Поттер)
  - Соковижималка

### Догляд за одягом
- Пральна машина
- Сушильна машина
- Прасувальна машина, прасувальний коток, прасувальна дошка
- Праска
- Швейна машинка

### Прибирання в домі
- Пилосос, Мийний пилосос

### Інша техніка
- Вентилятор
- Диспозер
- Радіатор опалення
- Кондиціонер
- Зволожувач повітря
- Йонізатор повітря
- Сушарка для рук
- Пароочисник
- Посудомийна машина
- Кухонна витяжка
- Електроводонагрівач
- Освітлювальна техніка
- Побутові електроінструменти
- Гаражні ворота з електроприводом

### Електроніка для розваги

#### Сучасна
- Електронна книга
- Плеєр
- CD-програвач
- DVD-програвач
- Blu-ray-програвач
- Домашній кінотеатр
- Музичний центр
- Бумбокс
- Побутовий еквалайзер
- Побутовий підсилювач звуку
- Акустична система
- Колонки
- Саундбар
- Комп'ютерні колонки
- Цифровий фотоапарат
- Цифрова фоторамка
- Відеокамера
- Ігрова приставка
- Принтер

#### Застаріла
- Магнітофон
- Відеомагнітофон
- Радіола
- Електрофон

#### Інтимні речі
- Вібратор
- Штучна вагіна

### Зв'язок, мовлення
- Пульт ДК
- Телевізор, Кінескопний телевізор, Рідкокристалічний телевізор, Плазмовий телевізор
- Проєктор
- Радіоприймач, Міні-радіоприймач (мінірадіо)
- Абонентська радіоточка
- Пейджер
- Стаціонарний телефон, Радіотелефон, Мобільний телефон

### Для догляду за зовнішністю і здоров'ям
- Фен
- Епілятор
- Щипці, електробігуді
- Масажер
- Масажер простати
- Електробритва
- Плойка
- Машинка для стрижки волосся

## Інтелектуальна побутова техніка
- Інтелектуальна посудомийна машина
- Інтелектуальна пральна машина
- Інтелектуальний телевізор
- Інтернет-кондиціонер
- Інтернет-підключена кавоварка
- Інтернет-холодильник
- Робот-пилосос

## Побутова техніка, що вийшла з ужитку
- Грамофон, Патефон
- Самовар (вугільний)
- Примус
- Керогаз
- Гасова лампа
- Аматорська кінокамера
- Побутовий кінопроєктор
- Діапроєктор, Фільмоскоп
- Чорно-білий телевізор